# A Timely Interception
A Timely Interception er en amerikansk stumfilm fra 1913 af D. W. Griffith.

## Medvirkende
- W. Chrystie Miller
- Lillian Gish
- Robert Harron
- Lionel Barrymore
- Joseph McDermott